# 德爾加多 (聖薩爾瓦多省)
德爾加多（西班牙語：Delgado），是薩爾瓦多的城鎮，位於該國中西部，由聖薩爾瓦多省負責管轄，面積33.42平方公里，海拔高度601米，2007年人口120,200，人口密度每平方公里3,596.65人。
13°43′N 89°10′W / 13.717°N 89.167°W